# Rubiergard

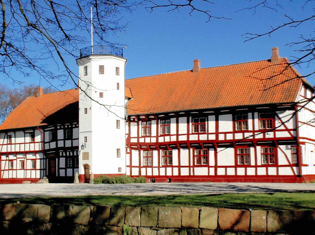
Rubiergard

Rubiergard (dänisch Rudbjerggård) ist ein Herrenhaus auf Lolland. In seiner langen Geschichte gehörte es unter anderen den Geschlechtern Reventlow und Knuth sowie der dänischen Krone.

## Geschichte
Rubiergard findet seine Ersterwähnung 1231 im Waldemar-Erdbuch. Bis ins fünfzehnte Jahrhundert gehörte es der Krone. Diese übertrug es Christiern Rud, welcher es an den Ritter und Mitglied des Reichsrates, Mogens Ebbesen Galt, abtrat. Nach Galts Tode gelangte Rubiergard in die Hände seiner Söhne Erik und Ebbe. Diese starben beide am selben Tage im Angriff auf Dithmarschen, weswegen ein Streit um den rechtmäßigen Besitzer des Herrenhauses ausbrach. Man entschied sich, das Herrenhaus der Schwester der Brüder und Ebbes Söhnen zu übertragen.
1548 kaufte Erik Grubbe das Gut und verkaufte es anschließend 1555 an Erik Rud. Als dessen Sohn Knud 1611 starb, gelangte Rubiergard in den Besitz von dessen Stieftochter Kirsten Munk, die allerdings noch ein Kind war. Deswegen wurde das Gut von Ellen Marsvin verwaltet, der Rubiergard mit königlicher Erlaubnis an Pernille Rosenkrantz verkaufte.
1623 wurde das Gut an den Hofmeister von Königin Sophie, Joachim von Barnewitz, verkauft. Bis 1755 blieb Rubiergard im Besitz der Familien Barnewitz und Bülow.
1755 kaufte Ida Margrethe Knuth Rubiergard, Fritzholm, Gottesgabe mit dem dazugehörigen Saunsøgård. Ihr Sohn legte angeblich die Lindenallee, die noch heute besteht, und den längst vergangenen Tiergarten an. Das Herrenhaus gehörte anschließend für hundert Jahre dem Hause Knuth.
Von 1855 bis 1865 gehörte das Gut der morganatischen Ehefrau des Königs Friedrich VII., Louise Gräfin Danner.

## Eigner
- (13. Jahrhundert) dänische Krone
- ( –1466) Christiern Rud
- (1466–1481) Mogens Ebbesen Galt
- (1481–1496) Dorthe Eriksdatter Galt
- (1496–1500) Erik Mogensen Galt / Ebbe Mogensen Galt
- (1500–1529) Anders Ebbesen Galt
- (1529–1548) Peder Ebbesen Galt
- (1548–1555) Erik Grubbe
- (1555–1577) Erik Rud
- (1577–1592) Peder Eriksen Rud
- (1592–1611) Knud Eriksen Rud
- (1611–1616) Kirsten Ludvigsdatter Munk
- (1616–1622) Pernille Rosenkrantz
- (1622) Jytte Urne
- (1622–1623) Eiler Urne
- (1623–1626) Joachim von Barnewitz
- (1626–1640) Oelgard von Barnewitz
- (1640–1653) Friderich von Barnewitz
- (1653–1671) Ida von Barnewitz
- (1671–1677) Joachim von Barnewitz
- (1677–1692) Magdalene Sibylle Rodsteen / Øllegaard von Bülow
- (1692–1723) Frederik Barnewitz von Bülow / Georg Henrik von Lehsten
- (1723–1728) Frederik Barnewitz von Bülow
- (1728–1755) Caspar Frederik von Bülow
- (1755) Ida Margrethe Knuth
- (1755–1805) Conrad Detlev Knuth
- (1805–1815) Carl Conrad Gustav Knuth
- (1815–1819) Christiane Louise Knuth
- (1819–1821) Simon Andersen Dons
- (1821–1855) Carl Conrad Gustav Knuth
- (1855–1865) Louise Gräfin Danner
- (1865–1889) Michael Frederik Gustav Smith
- (1889–1891) Adolph Tesdorpf
- (1891–1916) Ludvig Eduard Alexander Reventlow
- (1916–1940) Benedicte Ulfsparre Reventlow
- (1940–1978) Einar Ludvig August Reventlow
- (1978– ) Gustav Erik Reventlow von Rosen